# Жулиан Лао
Жулиан Лао (на френски: Julien Lahaut) е белгийски политик, водач на Комунистическата партия на Белгия през 1945 – 1950 година.

## Биография
Лао е роден на 6 септември 1884 година в Серен, близо до Лиеж. На 14 години прекъсва образованието си и става работник, включвайки се активно в профсъюзната дейност, като през 1908 – 1921 година оглавява синдиката Централа на металурзите. След началото на Първата световна война става доброволец в армията и служи в Белгийския експедиционен корпус на Източния фронт. Там той е силно повлиян от болшевизма.
Жулиан Лао се връща в Белгия през 1918 година. През 1921 година е изключен от Централата на металурзите и от Работническата партия и през 1923 година се присъединява към Комунистическата партия. Участва в организирането на комунистически профсъюз на миньорите и е арестуван през 1932 година по време на миньорска стачка, но малко по-късно е освободен, тъй като е избран за депутат, какъвто остава до края на живота си.
След скъсването на Пакта „Рибентроп-Молотов“ през юни 1941 година Лао е арестуван от германските окупационни власти и прекарва следващите години в затвора и в лагерите Нойенгаме и Маутхаузен. Освободен през лятото на 1945 година, той е избран на новосъздадения пост председател на Комунистическата партия на Белгия.
На 18 август 1950 година, в разгара на политическата криза около Кралския въпрос, Жулиан Лао е застрелян на улицата в Серен от група монархисти. Убийството предизвиква вълна от стачки в страната, а погребението му се превръща в масова демонстрация на левицата.